# Ahkiyyini
 (mai 2008).
Si vous disposez d'ouvrages ou d'articles de référence ou si vous connaissez des sites web de qualité traitant du thème abordé ici, merci de compléter l'article en donnant les références utiles à sa vérifiabilité et en les liant à la section « Notes et références ».
Dans le folklore Inuit, Ahkiyyini est un squelette-fantôme.
Il dansait toujours de son vivant, et son squelette revient souvent pour danser une gigue qui secoue la terre et fait tourner les bateaux sur la mer.
Il fait sa propre musique, à l'aide de l'os de son bras comme baguette et de son omoplate comme tambour.